# Arao
Arao (荒尾市, Arao-shi) est une ville située dans la préfecture de Kumamoto, au Japon.

## Géographie

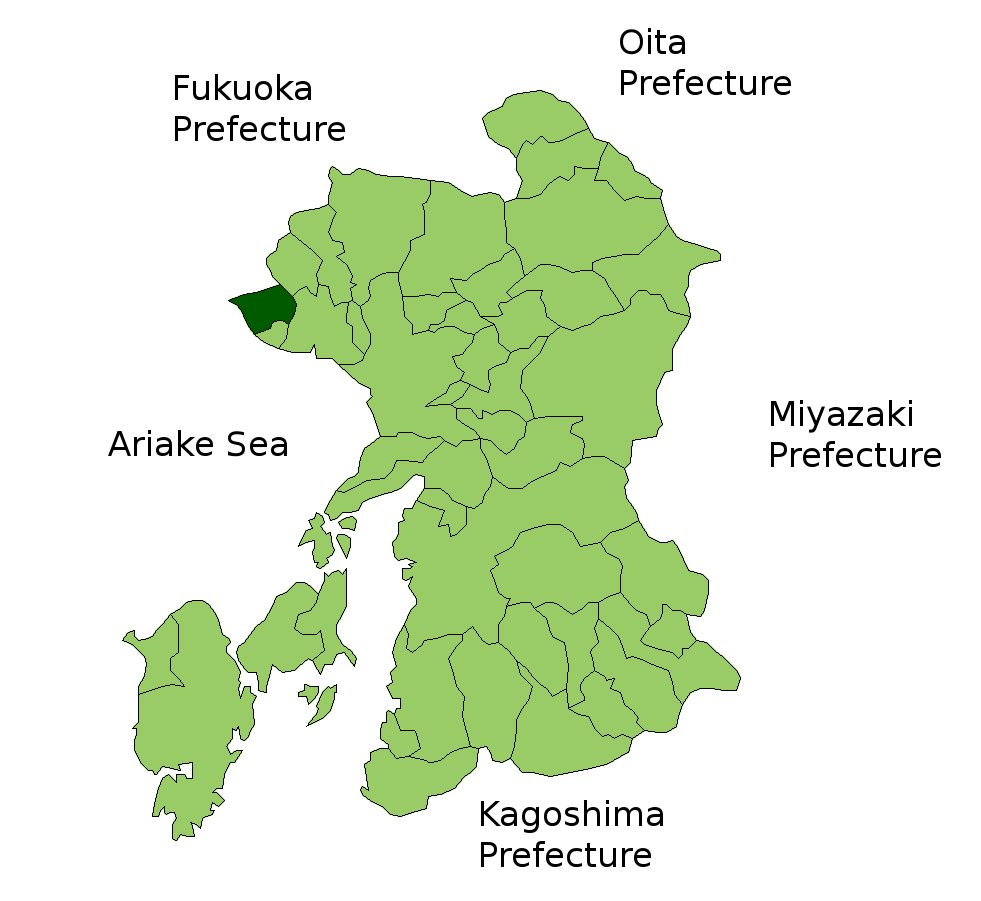

### Situation
Arao est située dans le nord-ouest de l'île de Kyūshū, au bord de la mer d'Ariake.

### Municipalités limitrophes
| mer d'Ariake | Ōmuta  | Nankan |
| mer d'Ariake | Arao   | Tamana |
| mer d'Ariake | Nagasu | Tamana |

### Démographie
Lors du recensement national de 2010, la ville d'Arao avait une population de 55 267 habitants, répartis sur une superficie de 57,15 km2 (densité de population de 967 hab./km2). Au 31 octobre 2023, la population s'élevait à 49 708 habitants.

## Histoire
La ville d'Arao a été fondée le 1er avril 1942.

## Transports
Arao est desservie par les routes nationales 208 et 389.
La ville est desservie par la ligne principale Kagoshima de la JR Kyushu.

## Symboles municipaux
Les symboles municipaux d'Arao sont le pin et la fleur de poirier.